# The Pakubuwono Signature
The Pakubuwono Signature est un gratte-ciel résidentiel de 252 mètres construit en 2014 à Jakarta en Indonésie. Il est nommé d'après la dynastie javanaise des rois de Mataram et de Surakarta.